# High Violet
High Violet è il quinto album discografico della band dei The National, pubblicato il 10 maggio 2010.

## Il disco
Si tratta del primo disco del gruppo pubblicato dalla 4AD. Nella produzione il gruppo è stato affiancato da Peter Katis, che aveva prodotto gli album precedenti.
Il disco è stato registrato tra il marzo 2009 ed il gennaio 2010 presso diversi studi: lo studio personale di Aaron a Brooklyn, i Tarquin Studios di Bridgeport, i Kampo Studios di New York.
Hanno collaborato alle registrazioni Peter Mavrogeorgis, Brandon Reid, Aaron Dessner, Bryce Dessner, Peter Katis, Patrick Dillett.
Per i brani Vanderlyle Crybaby Geeks e Lemonworld l'orchestrazione è stata curata da Nico Muhly.
Sulla copertina del disco compare la scultura dell'artista Mark Fox chiamata The Binding Force.
Il 22 novembre 2010 la 4AD ha pubblicato un'edizione di High Violet che include un disco aggiuntivo, caratterizzato da alcuni inediti, da versioni alternative, B-side e registrazioni live.
Dall'album sono stati estratti i singoli: Bloodbuzz Ohio (in formato digitale dal 24 marzo 2010 ed in formato vinile 7" dal maggio 2010), Anyone's Ghost (giugno 2010, solo formato digitale) e Terrible Love (novembre 2010, formati 7" e digitale).

## Critica e vendite
L'album ha raggiunto la terza posizione della Billboard 200, vendendo oltre 51 000 copie ed ha inoltre raggiunto la posizione #2 nella classifica canadese, la #2 anche in Danimarca, la #3 in Portogallo, in Belgio-Fiandre, in Irlanda (e come già detto negli Stati Uniti), la #4 in Grecia, la #5 in Nuova Zelanda, Svezia e Regno Unito, la #10 in Germania.
Il disco è stato certificato disco d'oro in diversi Paesi: Canada, Irlanda, Danimarca, Belgio, Australia e Regno Unito.
Il disco è stato considerato il ventottesimo miglior album del 2010 da Pitchfork., il quarto miglior album del 2010 secondo il Time, il 15º secondo Rolling Stone.

## Premi e riconoscimenti
Nell'ottobre 2010 il disco è stato premiato con un Q Awards nella categoria "Best Album".
Il gruppo The National stato inoltre incluso nelle nomination per i BRIT Awards nel gennaio 2011 nella categoria "International Breakthrough Act".
Il disco è stato inserito nel libro 1001 Albums You Must Hear Before You Die (edizione 2011).

## Tracce
1. Terrible Love - 4:39
2. Sorrow - 3:25
3. Anyone's Ghost - 2:54
4. Little Faith - 4:36
5. Afraid of Everyone - 4:19
6. Bloodbuzz Ohio - 4:36
7. Lemonworld - 3:23
8. Runaway - 5:33
9. Conversation 16 - 4:18
10. England - 5:40
11. Vanderlyle Crybaby Geeks - 4:12

Tracce aggiuntive presenti nell'edizione giapponese
1. Walk Off - 2:40
2. Sin-Eaters - 3:40

Disco 2 dell'expanded edition (2010)
1. Terrible Love (alternative version) - 4:18
2. Wake Up Your Saints - 4:14
3. You Were a Kindness - 4:25
4. Walk Off - 2:40
5. Sin-Eaters - 3:39
6. Bloodbuzz Ohio (Live on KCMP) - 3:53
7. Anyone's Ghost (Live at Brooklyn Academy of Music) - 2:58
8. England (Live at Brooklyn Academy of Music) - 5:27

## Formazione
Gruppo
- Matt Berninger - voce
- Aaron Dessner - chitarra, basso, piano
- Bryce Dessner - chitarra
- Scott Devendorf - chitarra, basso
- Bryan Devendorf - batteria

Altri musicisti
- Tim Albright, Benjamin Lanz, Dave Nelson - trombone
- Hideaki Aomori - clarinetti
- Michael Atkinson - corno francese
- Thomas Bartlett - piano, tastiere
- Mads Christian Brauer - elettronica
- CJ Camerieri - tromba, corno
- Greg Chudzik - contrabbasso
- Rachael Elliott - fagotto
- Marla Hansen - voce
- Maria Jeffers - violoncello
- Bridget Kibbey - arpa
- Thom Kozumplik - percussioni
- Rob Moose - violino
- Nico Muhly - celesta
- Padma Newsome - violino, viola
- Richard Reed Parry - contrabbasso, chitarra elettrica, piano, voce, arrangiamenti
- Kyle Resnick - tromba
- Nadia Sirota - viola
- Alex Soop - flauto
- Laurel Sprengelmeyer, Justin Vernon - voce
- Sufjan Stevens - harmonium, voce
- Jeremy Thai - corno francese